# Уникальное торговое предложение

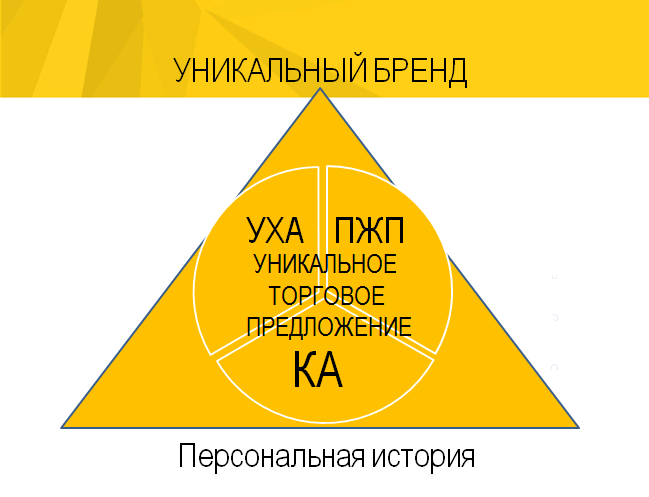
Пирамида Уникального торгового предложения (УТП):
Персональная история;Уникальная характеристика (УХА);
Проблемы, желания, потребности (ПЖП);
Конкурентный анализ (КА);
Уникальный бренд или любимая марка.

Уникальное торговое предложение (УТП; англ. unique selling proposition, unique selling point; USP) или уникальное товарное утверждение — отличительный потребительский мотив, альтернатива имиджевой и «развлекательной» рекламы. УТП — это часть конкурентного преимущества, на основе которого клиент выбирает компанию или товар (исходя из свойств товара или услуги).

## История
УТП — рекламная концепция, которая получила дальнейшее развитие в стратегии позиционирования (Э. Райз, Дж. Траут и др.) Первоначально термин предложен Россером Ривсом для товарно-ориентированных рынков. Предложение может быть связано с исключительными свойствами товара и с утверждением, которого ещё никто не делал на рынке ранее. 
Теория УТП была разработана агентством «Тед Бейтс энд компани» в начале 1940-х годов, партнёром которого выступал Россер Ривс. В 1980-х годах теория получила развитие в работах Х. Болдуина (англ. Baldwin H.), Д. Шультца (англ.  Schultz D.) и др. Р. Ривс акцентировал внимание на творческой составляющей стратегии рекламирования, которая не устаревает, поскольку УТП определяется не только характеристиками, заложенными в товаре, но и искусством удивлять: то есть тем, как об этом товаре сказано в рекламе.

## Структура
Уникальное торговое предложение, согласно первоначальной теории, состоит из трёх частей (подразумевается применение одновременно всех пунктов утверждения):
1. Каждое рекламное сообщение содержит обращение к покупателю с обещанием конкретной выгоды.
2. Предложение сформировано таким образом, что конкурент либо не может его дать, либо не успел выдвинуть ранее.
3. Предложение должно иметь большую силу, чтобы привлечь к себе как можно больше потребителей.

## Эволюция концепции
Йеспер Кунде вводит дополняющее концепцию УТП понятие уникального ценностного предложения (англ. Unique Value Proposition; UVP) компании, полагая, что эту ценностную позицию можно перемещать из одного сегмента рынка в другой, удерживая аудиторию, которая разделяет основные ценности компании несмотря на высокую скорость копирования инноваций и УТП. Автор книги «Уникальность теперь… или никогда» также относит понятие UVP к элементам концепции ценностного позиционирования компании Майкла Портера. В книге этот инструмент рекламы переходит от ценности товара к созданию стоимостной цепочки (англ. value chain) бренда или уникального ценностного предложения для бренда.
Кевин Дробо совершенствует концепцию УТП, утверждая, что для потребителя организации отличаются наличием или отсутствием сильного бренда и называет эту позицию коммерческой уникальностью. Автор книги «Секреты сильного бренда» обращает внимание на очередную модернизацию УТП или на переход к его разновидности, предложенную испанским маркетологом Раулем Перальба в виде идеи уникального эмоционального предложения (англ. Unique Emotional Proposition; UEP), в которую закладываются эмоции, адресованные архетипу человека. Это предложение может быть набором ситуативных и ролевых моделей культуры с различной степенью лояльности потребителя к бренду. Такое уникальное предложение создаёт многочисленные вариации для самовыражения потребителя, но не является гарантией успеха бренда.

## Алгоритмы внедрения УТП
Российские исследователи разработали алгоритм внедрения УТП, который состоит из следующих шагов: 
1) рассказ от первого лица о причинах создания того или иного продукта; 
2) переход от особенных характеристик товара к ноу-хау компании; 
3) определение задач потребителя, которые может решить товар; 
4) создание диалога с потенциальным покупателем.
Для создания сообщения УТП определяют:
1) целевую аудиторию; 
2) носитель; 
3) график проведения коммуникационной кампании. 
Пути создания УТП: модифицировать, усовершенствовать товар или рассказать ранее неизвестные факты о товаре. 
Подготовительными этапами для разработки УТП являются:
- определение критериев отбора потенциальных клиентов;
- поиск каналов присутствия потребителей;
- разработка вариантов поиска аудитории и выбор коммуникационных каналов для поиска.